# Route Transtaïga

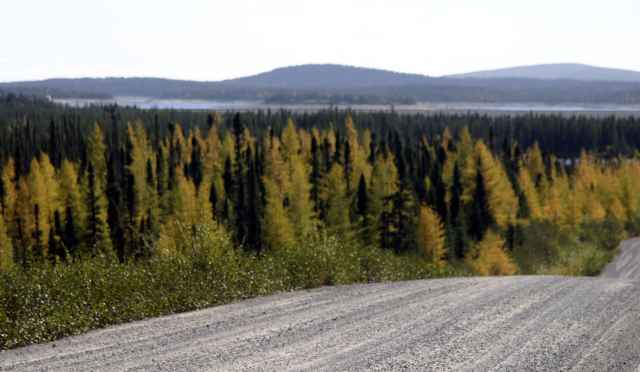
La route Transtaïga.

La route Transtaïga est une route gravelée qui traverse une partie de la taïga dans la région subarctique du  Nord-du-Québec, au sud-est de la Jamésie. Elle est longue de 582 kilomètres vers la Centrale Brisay  et de 84 kilomètres supplémentaires le long du  Réservoir de Caniapiscau. Au bout de cette route extrêmement isolée, la ville la plus proche, Radisson, est à 745 km.

## Description
Son terminus nord-est est le point le plus éloigné de toute ville par la route en Amérique du Nord, puisqu'il est situé à 745 km à l'est de Radisson. Il est néanmoins situé 200 km à l'ouest de Schefferville (ville nordique québécoise située à la frontière de la province de Terre-Neuve-et-Labrador) mais il n'y a aucun accès par la route entre ce point et Schefferville (la route passe donc à une centaine de kilomètres au nord de Schefferville sans être reliée à cette ville). En l'absence de route sur cette immense portion de territoire, dans cette partie du Québec nordique, le terrain est impraticable même dans un véhicule "tout-terrain". 
Le terminus nord-est est également proche de la limite sud du Nunavik, le territoire inuit (et arctique) du Québec.
Le terminus nord-est ne doit pas être confondu avec le terminus "nord-ouest" de la Transtaïga, situé du côté de Radisson, à l'opposé par rapport à Schefferville.
La Route Transtaïga bifurque de la Route de la Baie-James au kilomètre 544.
Elle a été conçue comme un lien assurant la desserte routière du réseau des centrales hydro-électriques d'Hydro-Québec disposées le long de la Grande Rivière et de la rivière Caniapiscau.
Des pourvoiries sont établies à proximité du tracé de la route et en bordure immédiate de celle-ci, assurant des activités de chasse et de pêche de loisirs, certaines proposant même des hébergements, de la restauration d'appoint, et fournissent de l'essence. Il n'y a pas d'autres services disponibles sur la très longue route Transtaïga qui traverse d'immenses territoires inhabités.
Le gouvernement du Québec ainsi que les autorités locales ont envisagé d'étendre la route vers Kuujjuaq dans le nord du Nunavik, à environ 423 km au nord par rapport à l'actuel terminus nord-est, et de relier, par la même occasion, la ville de Schefferville. Selon une étude menée au début des années 2010, le coût de construction d'une route entre le réservoir de Caniapiscau et Kuujjuaq était estimé à 645 millions $. Le projet, qui aurait désenclavé le village inuit le plus populeux aurait reçu un accueil plutôt mitigé, la population locale exprimant pluôt une préférence pour la construction d'un lien ferroviaire entre leur communauté et le réseau de Transport ferroviaire Tshiuetin à Schefferville. 
Toutefois, la partie de la route située à l'est de la Centrale Brisay est en assez mauvais état et peu entretenue en raison des immenses distances inhabitées (on trouve sur cette section de la route des petites pierres, des trous, divers petits débris forestiers portés par le vent, etc.), ce qui nécessiterait une importante réhabilitation, de gros et longs travaux.
Un autre projet, évoqué en mai 2012 par le ministre québécois des Ressources naturelles et de la Faune, Clément Gignac, consisterait à relier éventuellement la route 167, qui doit être prolongée de 243 km, jusqu'aux monts Otish, pour la relier à la Transtaïga.
| Intersection | Numéro du kilomètre |
| --- | ------------------- |
| Jonction avec la Route de la Baie-James | km 0                |
| Téléphone d'urgence | km 23               |
| Lac Sakami | km 56               |
| Réservoir Robert-Bourassa | km 62               |
| Jonction avec la route menant à la centrale La Grande-3, située à 30 km au nord | km 100              |
| Lac Cladonia, pourvoirie Nouchimi (abandonné) et base d'hydravion Cargair | km 286              |
| Jonction avec la route menant à la centrale La Grande-4, située à 5 km au nord | km 311              |
| Pourvoirie Mirage, Relais routier/station d'essence, restauration, hôtellerie, chalet, base d'hydravion ainsi qu'une piste d'avion (CPM3) de 3500 pieds X 75 pieds et Avitaillement en Carburant d'aviation (AVGAZ et 100LL) | km 358              |
| Jonction avec la route menant à la centrale Laforge-1, située à 38 km au nord | km 395              |
| Jonction avec la route menant à la centrale Laforge-2, située à 6 km au nord | km 525              |
| Centrale Brisay | km 582              |
| Fin de la route. Réservoir de Caniapiscau | km 666              |